# Narodowy Bank Chorwacji

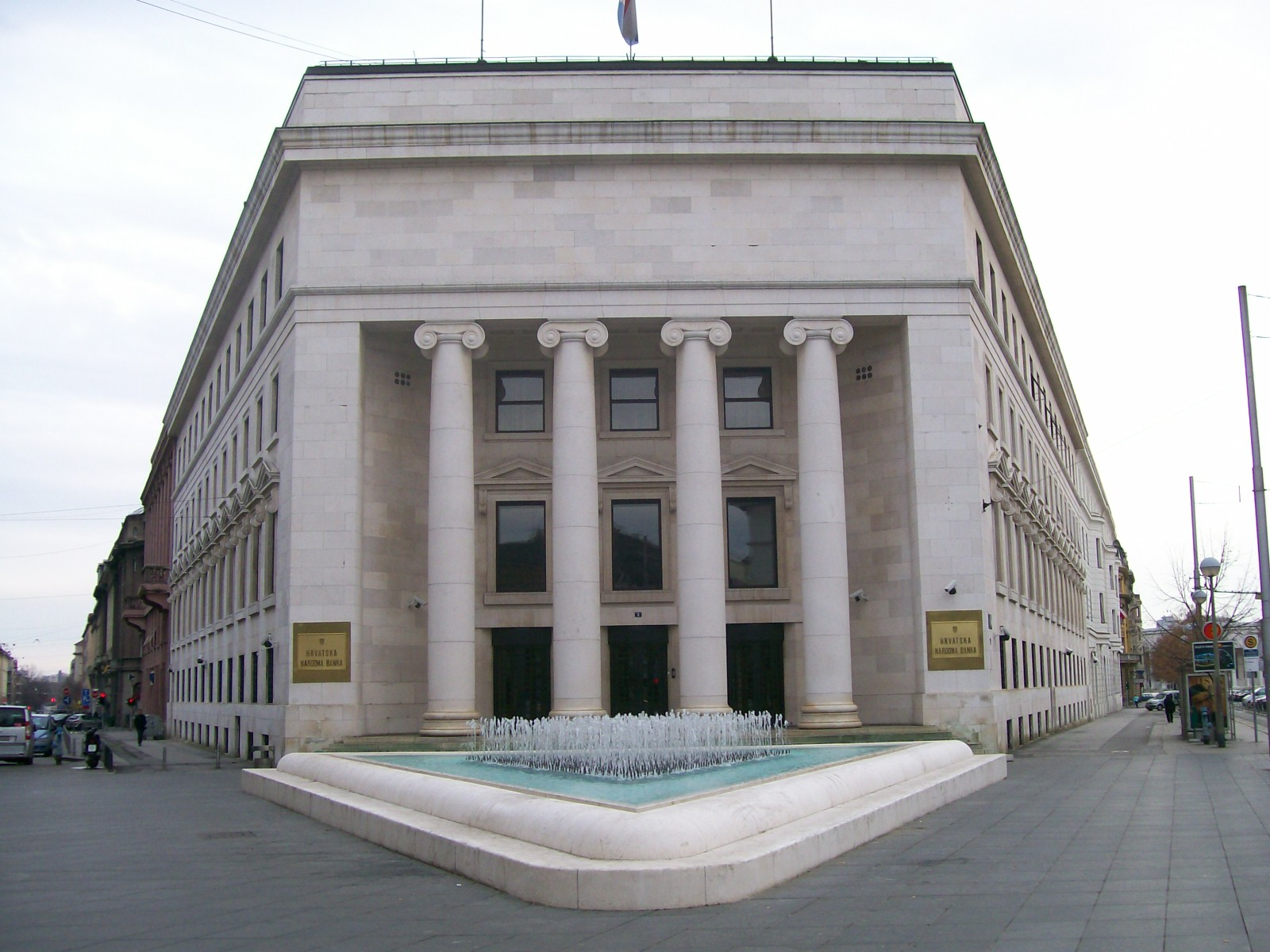
Narodowy Bank Chorwacji (2007)

Narodowy Bank Chorwacji (chorw. Hrvatska narodna banka, HNB) – chorwacki bank centralny z siedzibą w Zagrzebiu.
Podstawowym celem działalności Narodowego Banku Chorwacji jest utrzymanie stabilnego poziomu cen. HNB przysługuje wyłączne prawo emitowania znaków pieniężnych Chorwacji. Do zadań banku należy także: organizowanie rozliczeń pieniężnych, prowadzenie gospodarki rezerwami dewizowymi, prowadzenie działalności dewizowej, prowadzenie bankowej obsługi budżetu państwa, regulowanie płynności banków oraz ich refinansowanie, kształtowanie warunków niezbędnych dla rozwoju systemu bankowego, sprawowanie funkcji nadzoru bankowego, regulowanie działalności na rynku bankowym.

## Historia
Narodowy Bank Chorwacji powstał w 1990 roku. Zakres jego działań został następnie określony przez regulację o Narodowym Banku Chorwacji z 1991, która w 1992 została zastąpiona Ustawą o Narodowym Banku Chorwacji, modyfikowaną kolejno w latach 2011, 2006 i 2008.

## Organizacja
Ustawowymi organami Banku są: Rada Narodowego Banku Chorwacji i Prezes Narodowego Banku Chorwacji.

### Rada Narodowego Banku Chorwacji
Członkami Rady Narodowego Banku Chorwacji są Prezes, Zastępca Prezesa i Wiceprezesi Banku, a także 8 osób spoza banku. Rada wyznacza politykę banku centralnego (politykę pieniężną i politykę kursu walutowego) i odpowiada za jej realizację. Zatwierdza plan finansowy banku centralnego oraz sprawozdanie z działalności Banku.

#### Skład Rady Narodowego Banku Chorwacji
Lista podana za informacjami na stronie internetowej HNB w dniu 22 listopada 2011:
- Željko Rohatinski
- Boris Vujčić
- Relja Martić
- Tomislav Presečan
- Adolf Matejka
- Boris Cota
- Vlado Leko
- Branimir Lokin
- Željko Lovrinčević
- Silvije Orsag
- Jure Šimović
- Sandra Švaljek
- Mladen Vedriš

### Prezes Narodowego Banku Chorwacji
Prezes Narodowego Banku Chorwacji jest powoływany na 6-letnią kadencję przez Parlament Chorwacji. Prezes HNB odpowiada za wdrażanie w życie decyzji Rady Banku. Prezesem Banku jest Željko Rohatinski, który w 2006 został wybrany na drugą kadencję.

#### Lista Prezesów Narodowego Banku Chorwacji
Lista podana za informacjami na stronie internetowej Narodowego Banku Chorwacji:
- Ante Čičin-Šain (sierpień 1990 – maj 1992)
- Pero Jurković (czerwiec 1992 – luty 1996)
- Marko Škreb (marzec 1996 – lipiec 2000)
- Željko Rohatinski (sierpień 2000 – lipiec 2006)
- Željko Rohatinski (od sierpnia 2006)

## Działalność

### Funkcje podstawowe
Bank emisyjny. Narodowy Bank Chorwacji ma wyłączne prawo emitowania znaków pieniężnych będących prawnym środkiem płatniczym w Chorwacji. HNB określa wielkość ich emisji oraz moment wprowadzenia do obiegu, za którego płynność odpowiada. Ponadto organizuje obieg pieniężny i reguluje ilość pieniądza w obiegu.
Bank banków. Narodowy Bank Chorwacji pełni w stosunku do banków funkcje regulacyjne, które mają na celu zapewnienie stabilności sektora bankowego. Organizuje system rozliczeń pieniężnych, prowadzi bieżące rozrachunki międzybankowe i aktywnie uczestniczy w międzybankowym rynku pieniężnym. HNB jest odpowiedzialny za stabilność i bezpieczeństwo całego systemu bankowego. Pełniąc funkcję banku banków, sprawuje kontrolę nad działalnością banków, a w szczególności nad przestrzeganiem przepisów prawa bankowego.
Centralny bank państwa. Narodowy Bank Chorwacji prowadzi obsługę bankową budżetu państwa, prowadzi rachunki bankowe rządu oraz realizuje ich zlecenia płatnicze. Do zadań banku należy także prowadzenie gospodarki rezerwami dewizowymi oraz prowadzenie działalności dewizowej.

### Działalność dodatkowa
- Działalność statystyczna. W ramach działalności statystycznej zbierane, przetwarzane i publikowane są m.in. dane dotyczące: bilansu płatniczego i międzynarodowej pozycji inwestycyjnej, bezpośrednich inwestycji zagranicznych[4].

- Analizy i badania ekonomiczne. HNB prowadzi i wspiera działalność analityczną i badawczą w zakresie szeroko rozumianej ekonomii i finansów. Wyniki tej działalności publikowane są m.in. w następujących opracowaniach[5]:
  - „Bulletin” – publikacja miesięczna
  - „Financial Stability” – publikacja półroczna
  - „Working Papers” – seria wydawnicza